# Добродан
Добродан (болг. Добродан) — село в Болгарии. Находится в Ловечской области, входит в общину Троян. Население составляет 334 человека.

## Политическая ситуация
В местном кметстве Добродан, в состав которого входит Добродан, должность кмета (старосты) исполняет Христо Иванов Данов (ВМРО — Болгарское национальное движение) по результатам выборов.
Кмет (мэр) общины Троян — Минко Цочев Акимов (Граждане за европейское развитие Болгарии (ГЕРБ)) по результатам выборов.